# Abralia siedleckyi
Abralia siedleckyi är en bläckfiskart som beskrevs av Lipinski 1983. Abralia siedleckyi ingår i släktet Abralia och familjen Enoploteuthidae. Inga underarter finns listade i Catalogue of Life.